# Jamsetjee Jejeebhoy
Jamsetjee Jejeebhoy, né le 15 juillet 1783 à Mumbai et mort le 14 avril 1859 à Bombay, est un homme d'affaires et philanthrope britannique.
Il fait fortune après un voyage en Chine en 1835 en fondant un commerce de coton et d'opium,,.
Anobli, il devient le premier baronnet Jejeebho.

## Biographie

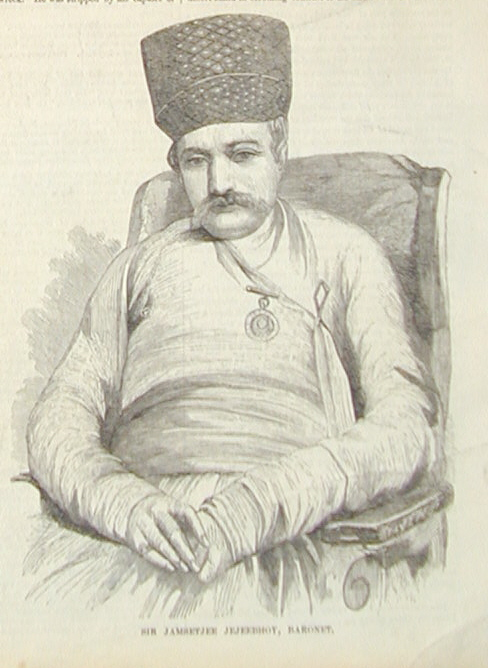
Jejeebhoy en 1857

Fils de Merwanjee Mackjee Jejeebhoy et Jeevibai Cowasjee Jejeebhoy, son père était un marchand de textile de Surate au Gujarat, qui a émigré à Bombay dans les années 1770. Les deux parents de Jeejeebhoy sont morts en 1799, laissant le jeune homme de 16 ans sous la tutelle de son oncle maternel, Framjee Nasserwanjee Battliwala. À l'âge de 16 ans, ayant eu peu d'éducation formelle, il fait sa première visite à Calcutta et commence son premier voyage en Chine pour faire le commerce du coton et de l'opium.
Le deuxième voyage de Jejeebhoy en Chine est effectué sur un navire de la flotte de la Compagnie des Indes orientales. Sous le commandement de Nathaniel Dance, ce navire chasse une escadre française commandée par le contre-amiral Charles Alexandre Léon Durand de Linois lors de la bataille de Poulo Aura.
Lors du quatrième voyage de Jejeebhoy en Chine, l'Indiaman dans lequel il navigue est contraint de se rendre aux Français, par lesquels il est emmené prisonnier au cap de Bonne-Espérance, alors possession hollandaise neutre. Après beaucoup de retard et de grandes difficultés, Jejeebhoy se rend à Calcutta par un navire danois. Il entreprend aussitôt un autre voyage en Chine. À cette époque, il a établi sa réputation de marchand. En 1803, il se marie avec la fille de son oncle maternel Avabai (morte en 1870) et s'installe à Bombay, où il dirige ses opérations commerciales. Il change alors son nom de Jamshed à Jamsetjee pour ressembler aux noms de la communauté gujarati. À l'âge de 40 ans, il a déjà gagné plus de deux millions de roupies, une somme exceptionnelle pour l'époque. D'autres richesses lui sont venues du commerce du coton pendant les guerres napoléoniennes. Il acquiert sa propre flotte de navires. John Elphinstone, alors gouverneur de Bombay, dit de lui : « Par une stricte intégrité, par l'industrie et la ponctualité dans toutes ses transactions commerciales, il a contribué à élever le caractère du marchand de Bombay sur les marchés les plus éloignés ».

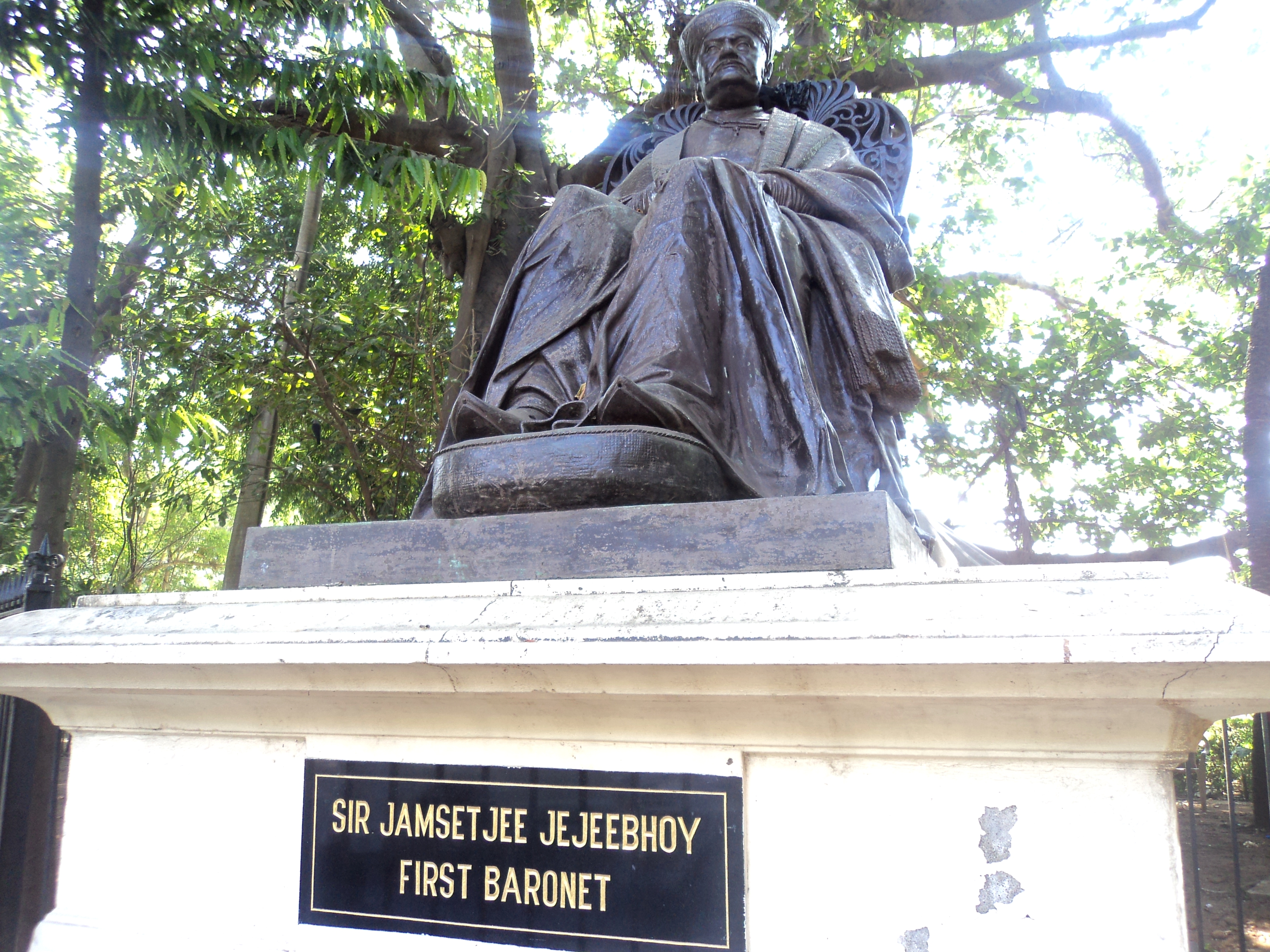
Statue de Jamsetjee Jejeebhoy à Mumbai

En 1814, sa coopération avec la British East India Company lui rapporte des bénéfices suffisants pour acheter son premier navire, le Good Success, et il y ajoute progressivement six autres navires, transportant généralement principalement de l'opium et un peu de coton vers la Chine. En 1836, l'entreprise de Jejeebhoy est assez importante pour employer ses trois fils et d'autres parents, et il a amassé ce qui, à cette période de l'histoire mercantile indienne, est considéré comme une richesse fabuleuse.
Jejeebhoy est connu sous le surnom de M. Bottlewalla. Walla signifie vendeur, et ses intérêts commerciaux comptent la fabrication et la vente de bouteilles sur la base de l'entreprise de son oncle. Jejeebhoy et sa famille signent souvent des lettres et des chèques en utilisant le nom de Battliwala.
En 1818, il crée la société commerciale, commerciale et maritime Jamsetjee Jejeebhoy & Co. avec deux autres associés Motichund Amichund et Mahomed Ali Rogay. Il a ensuite été rejoint par un Goan (en) Rogério de Faria. Ses voyages en Chine ont abouti à un long partenariat commercial avec la société basée à Canton Jardine Matheson & Co.. Jeejeebhoy a longtemps été l'un des proches associés qui ont servi comme souscripteurs à Jardine, Matheson and Company. Un hommage à leur collaboration existe dans un portrait de Jeejeebhoy qui est toujours de nos jours accroché dans le bureau de Jardine à Hong Kong. Il a été vu comme le représentant en chef de la communauté indienne à Bombay par les autorités Impériales britanniques.
Jules Verne le mentionne sous le nom de « James Jejeebhoy » dans le chapitre XVI de son roman Le Tour du monde en 80 jours et en fait un parent de son personnage d'Aouda.

### Philanthropie
Homme essentiellement autodidacte, ayant connu les misères de la pauvreté au début de sa vie, Jejeebhoy a développé une grande sympathie pour ses compatriotes les plus pauvres. adepte de la non-violence, à la fin de sa vie, il s'occupe du soulagement de la détresse humaine sous toutes ses formes. Parsi et chrétien, hindou et musulman, étaient pareillement les objets de sa bienfaisance. Des hôpitaux, des écoles, des maisons de charité et des fonds de pension dans toute l'Inde (en particulier à Bombay, Navsari, Surat et Pune) ont été créés ou dotés par Jejeebhoy, et il a financé la construction de nombreux travaux publics tels que des puits, des réservoirs, des ponts et des chaussées. Au moment de sa mort en 1859, on estime qu'il a fait don de plus de 230 000 £ à des œuvres caritatives. Ses efforts philanthropiques ont commencé sérieusement en 1822, quand il a rmboursé personnellement les dettes de tous les pauvres de la prison civile de Bombay.

### Baronnie
Les services de Jejeebhoy ont été reconnus pour la première fois par l'Empire britannique en 1842 par l'octroi d'un titre de chevalier et en 1857 par l'attribution d'un titre de baronnet. Ce sont les toutes premières distinctions de ce genre conférées par la reine Victoria à un sujet britannique en Inde.
À la mort de Jejeebhoy en 1859, son titre de baronnet a été hérité par son fils aîné Cursetjee Jejeebhoy, qui, par une loi spéciale du Conseil du vice-roi en application d'une disposition des lettres patentes, a pris le nom de Sir Jamsetjee Jejeebhoy comme deuxième baronnet.

## Récompenses et distinctions
- Ordre de Saint-Michel et Saint-Georges
- Fellow of the Royal Asiatic Society of Great Britain and Ireland (en)